# Santa Cruz (Mindoro Occidentale)
Santa Cruz è una municipalità di terza classe delle Filippine, situata nella provincia di Mindoro Occidentale, nella regione del Mimaropa.
Santa Cruz è formata da 11 barangay:
- Alacaak
- Barahan
- Casague
- Dayap
- Kurtinganan
- Lumangbayan
- Mulawin
- Pinagturilan (San Pedro)
- Poblacion I (Barangay 1)
- Poblacion II (Barangay 2)
- San Vicente